# Michael McIntyre
Michael Hazen James McIntyre (sinh ngày 21 tháng 2, 1976) là một diễn viên hài, nhà văn và người dẫn chương trình truyền hình người Anh. Vào năm 2012, anh đã trở thành diễn viên hài độc thoại có doanh thu cao nhất trên thế giới. Anh ấy hiện tại là người dẫn của chương trình của anh ấy phát sóng tối thứ bảy, Michael McIntyre's Big Show, và trò chơi truyền hình, The Wheel, trên BBC One.
Đi kèm với hài độc thoại, McIntyre là người dẫn trong chương trình hài kịch BBC One Michael McIntyre's Comedy Roadshow của chính anh, được xuất hiện trong ba tập Live at the Apollo và,vào năm 2011, anh là giám khảo của Britain's Got Talent.

## Thời niên thiếu
Sinh ra tại London, cha anh là Thomas Cameron McIntyre, được biết đến là Ray Cameron, một diễn viên hài người Canada và biên kịch chương trình hài kịch của truyền hình Anh, và mẹ anh là Kati. McIntyre từ nhỏ đã được tiếp xúc với ngành. McIntyre là công dân của cả Anh và Canada, vì sự đóng góp của cha anh cho các nước. Mẹ anh, Kati, là người Do Thái Hungary.

## Sự nghiệp

### Truyền hình

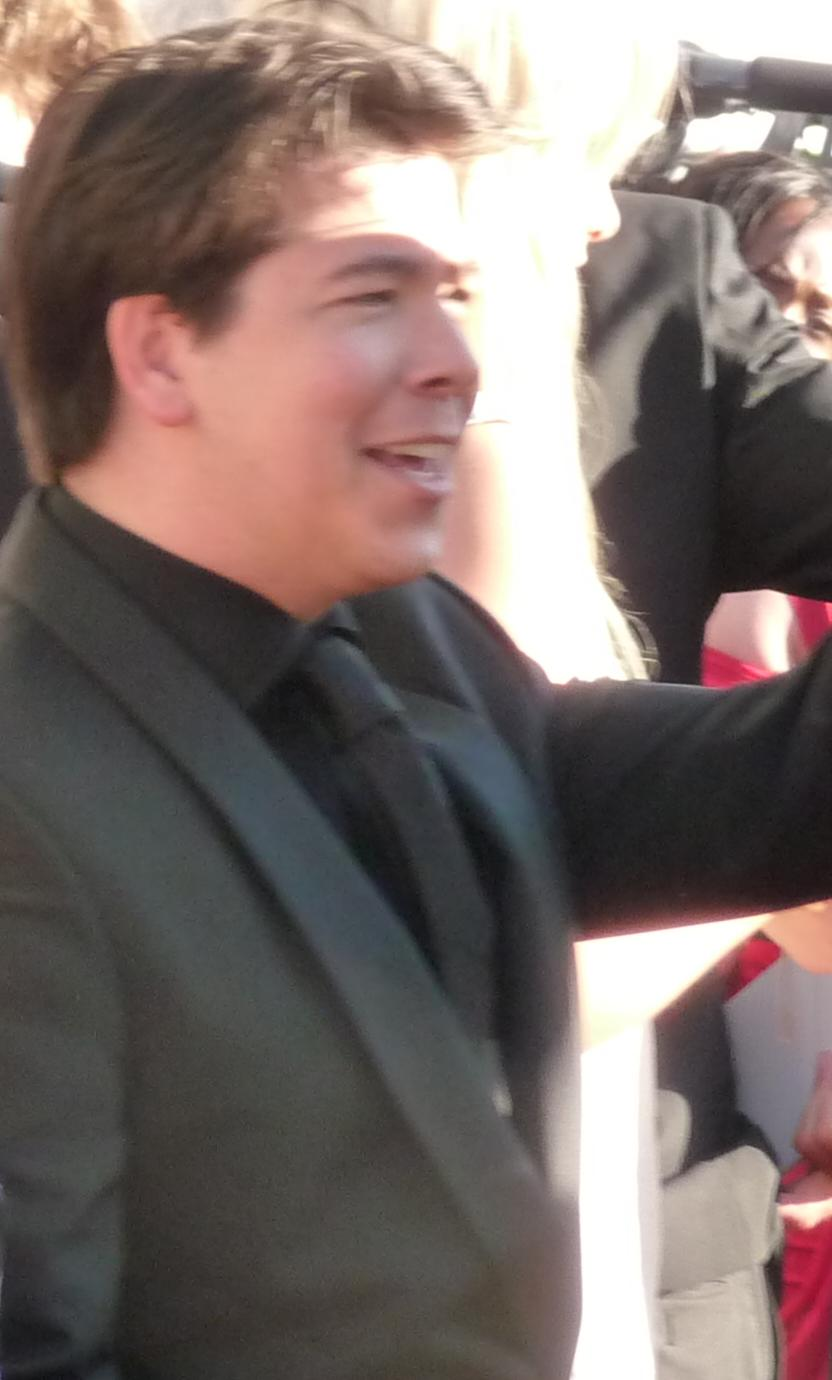
McIntyre ở Giải thưởng Truyền hình Viện Hàn lâm Anh quốc 2009.

McIntyre đã xuất hiện ba lần trên chương trình Live at the Apollo của BBC On vào các năm 2007, 2008 và 2009. Anh đã xuất bản 4 đĩa DVD, Live and Laughing, Hello Wembley, Showtime and Happy and Glorious, tổng cộng đã bán được hơn năm triêuuj bản ở Vương quốc Anh.
McIntyre cũng đã xuất hiện trên các chương trình hài kịch và trò chuyện Chris Moyles' Quiz Night, Mock the Week, 8 out of 10 Cats, Have I Got News for You, The Big Fat Quiz of the Year, Would I Lie To You?, The Apprentice: You're Fired!, Alan Carr: Chatty Man và Friday Night with Jonathan Ross.
Từ ngày 6 tháng 6 năm 2009, McIntyre bắt đầu làm người dẫn chương trình Michael McIntyre's Comedy Roadshow, phát sóng vào tối thứ bảy trên BBC One. Vào ngày 5 tháng 7 năm 2009, McIntyre xuất hiện trên chương trình Top Gear của BBC dưới nhân vật "ngôi sao trong chiếc xe giá tốt", lái dạo xung quanh đường đua thử Top Gear trongm một phút 48,7 giây. Trong vòng đua anh đã suýt lật ngược xe ở khúc cua cuối; nhưng anh ấy đã có một cái đầu lạnh.
Vào ngày 31 tháng 3 năm 2010, McIntyre tham gia Channel 4's Comedy Gala, một chương trình gây quỹ cho bệnh viện Great Ormond Street, quay trực tiếp tại đấu trường O2 ở London. Anh ấy cũng xuất hiện trong phiên bản The Big Fat Quiz of the Year của năm trên Channel 4, trong đó anh ấy được ghép cặp với Alan Carr.
Vào ngày 14 tháng 12 năm 2010, McIntyre thông báo sẽ tham gia chương trình tài năng của ITV Britain's Got Talent với vị trí giám khảo cùng David Hasselhoff và Amanda Holden. McIntyre và Hasselhoff được chọn thay thế cho Piers Morgan và Simon Cowell, Cowell sau đó trở lại trong các chương trình trực tiếp và Hasselhoff chỉ là giảm khảo dự bị thứ tư. Tiếp tục sê ri, McIntyre thông báo anh sẽ không tham gia tiếp và được thay thế bởi Alesha Dixon.
Vào năm 2010 và 2014, McIntyre là người dẫn của Royal Variety Performance trên ITV. Anh cũng đã từng biểu diễn trên chương trình hai lần: vào năm 2006 và 2008.
McIntyre cũng là đồng dẫn chương trình trong vài phần Comic Relief vào năm 2011 và 2013 trên BBC One. Vào ngày Giáng sinh 2011, McIntyre là người dẫntrong một phiên bản Giáng sinh đặc biệt của Michael McIntyre's Comedy Roadshow. Chương trình được xem bởi 8,1 triệu khán giả.
Vào năm 2014 McIntyre có chương trình đàm thoại đầu tiên của anh trên BBC One, The Michael McIntyre Chat Show. A Christmas special aired on Christmas Day in 2014.
Vào 5 tháng 4 năm 2015, Michael trình diễn Michael McIntyre Presents...Easter Night at the Coliseum, một chương trình đặc biệt duy nhất trên BBC One.
Vào tháng 11 năm 2015, McIntyre được thông báo sẽ trở lại BBC One với chương trình Michael McIntyre's Big Christmas Show. Chương trình được qauy cùng khán giả trực tiếp ở nhà hát Royal ở London trước khi phát sóng vào ngày Giáng sinh.
Từ tháng tư năm 2016, McIntyre đã trình diễn Michael McIntyre's Big Show, một sê ri chương trình giải trí cho BBC One. Sê ri thứ hai bắt đầu phát sóng vào tháng 11 năm 2016. Sê ri thứ ba bắt đầu phát sóng vào tháng 11 năm 2017.
Vào tháng 11 năm 2020, McIntyre bắt đầu là người dẫn chương trình của một trò chơi truyền hình BBC, tên là The Wheel. Vào tháng 8 năm 2021, McIntyre được thông báo rằng anh sẽ là người dẫn chuong trình cho phiên bản Hoa Kỳ của The Wheel trên NBC.

### Sân khấu
McIntyre đã trình diễn ba lần trên Royal Variety Performance, bao gồm cả vào năm 2010 khi anh trở thành người dẫn chương trình trẻ nhất.
Vào năm 2009, McIntyre trình diễn trước 500000 người trên chuyến trình diễn đầu tiên trên khắp Vương quốc Anh bao gồm cả kỉ lục sáu đêm tại Đấu trường Wembley và bốn tại Đấu trường O2.
Vào năm 2012, chuyến trình diễn trên khắp Vương quốc Anh của McIntyre gồm có 71 ngày đấu trường, trình diễn đến hơn 700000 người, bao gồm cả kỉ lục 10 đêm tại Đấu trường O2 ở London. Theo công ti bán vé Pollstar chuyến trình diễn giúp McIntyre trở thành diễn viên hài doanh thu cao nhất năm 2012, với lợi nhuận £21 triệu bảng Anh.
Vào ngày 20 thàng 4 năm 2013 McIntyre mở một chương trình hài kịch ở châu Phi với 9000 người hâm mộ tại sân vận động Coca-Cola ở Johannesburg.
Vào năm 2015, McIntyre trình diễn trên khắp trên khắp Vương quốc Anh và Ireland với chuyến trình diễn "Happy & Glorious". Vào tháng 2/2016, anh trình diễn ở Na Uy trong hai buổi, vào vào tháng 10/2016 anh trình diễn bốn buổi ở Úc.
Vào năm 2018 anh trở thành nghệ sĩ có doanh thu cao nhất của đấu trường O2, bán được hơn 400000 vé thông qua 28 chương trình, phá vỡ kỉ lục trước đó của Take That.

### Radio
Sự xuất hiện của McIntyre trên radio bao gồm:
- Does the Team Think? (BBC Radio 2)
- Heresy, 4 Stands Up, Happy Mondays, The Unbelievable Truth (all on BBC Radio 4)
- The Jon Richardson Show (BBC 6 Music)
- The Jonathan Ross Show (BBC Radio 2)
- The Chris Moyles Show (BBC Radio 1)
- Desert Island Discs (BBC Radio 4)[22]

### Sách
Vào năm 2010, McIntyre xuất bản tự truyện, LiFe  và Laughing: My Story.
Vào năm 2021, anh xuất bản phần thứ hai của hồi kí, A Funny Life, nói kĩ về cuộc đời của anh ấy sau khi ra mắt tại Royal Variety Performance 2006 (sự kiện cuối cùng trong cuốn sách trước đó).

## Đời tư
McIntyre sống ở Hampstead, London với vợ là nhà tâm lí tinh dầu, Kitty, cô là con của diễn viên Simon Ward và chị của diễn viên Sophie Ward. Họ có hai người con, Lucas và Oscar.
McIntyre là người ủng hộ Tottenham Hotspur. McIntyre cũng là người thích cricket kén chọn và đã xuất hiện trên Test Match Special để nói về môn thể thao này.
Vào ngày 4 tháng 6 năm 2018, McIntyre bị trộm mất đồng hồ bởi hai người trên xe gắn máy trong khi đỗ xe ngoài trường học của con anh.

## Phim truyện
| Năm          | Tiêu đề                                                   | Vai diễn               | Ghi chú                                      |
| ------------ | --------------------------------------------------------- | ---------------------- | -------------------------------------------- |
| 2007         | Michael McIntyre: Live at the Comedy Store                | Hoạt hình              | Chương trình giải trí độc quyền              |
| 2007–2009    | Live at the Apollo                                        | Hoạt hình              | 3 tập                                        |
| 2009–2011    | Michael McIntyre's Comedy Roadshow                        | Người dẫn chương trình | 2 sê ri                                      |
| 2010, 2014   | Royal Variety Performance                                 | Người dẫn chương trình | Trong hai tình huống                         |
| 2011         | Britain's Got Talent                                      | Giám khảo              | Mùa 5                                        |
| 2011–2013    | Comic Relief                                              | Người dẫn chương trình | Chương trình dài tập                         |
| 2014         | The Michael McIntyre Chat Show                            | Người dẫn chương trình | 1 sê ri                                      |
| 2015         | Michael McIntyre Presents... Easter Night at the Coliseum | Người dẫn chương trình | Chương trình giải trí độc quyền              |
| 2015–present | Michael McIntyre's Big Show                               | Người dẫn chương trình | 4 sê ri + 3 chương trình Giáng sinh đặc biệt |
| 2020–present | Michael McIntyre's The Wheel                              | Người dẫn chương trình | 2 sê ri                                      |
| 2021         | Michael McIntyre: In His Own Words                        | Bản thân               | Phim tài liệu                                |